# Bricia (Llanes)
Bricia es una entidad singular de población, con la categoría histórica de lugar, perteneciente al concejo de Llanes, en el Principado de Asturias (España). Alberga una población de 195 habitantes (INE 2013), y se enmarca dentro de la parroquia de Posada de Llanes.

## Monumentos
En el lugar, en las cercanías de la playa de San Antolín, destaca el antiguo monasterio benedictino de San Antolín de Bedón, fundado en el siglo X y reedificado en el siglo XII y del que se mantiene la iglesia. Monumento Nacional desde 1931.

## Cuevas
Cueva del Cuetu de la Mina con pintura rupestre y donde se han encontrado diversos objetos prehistóricos.